# Walter Brattain
Walter Houser Brattain (Xiamen (China), 10 februari 1902 – Seattle, 13 oktober 1987) was een Amerikaans natuurkundige die vooral bekend werd als mede-uitvinder (met John Bardeen) van de transistor. Brittain, Bardeen en hun projectleider William Shockley kregen daarvoor in 1956 de Nobelprijs voor de Natuurkunde.

## Biografie
Brattain werd geboren in de Chineese havenstad Xiamen als zoon van veeboer Ross Rudolph Brattain (1874-1961) en Ottilie Houser (1877-1901). Hij bracht zijn kinder- en jeugdjaren door in de Amerikaanse staat Washington en behaalde zijn bachelor (B.S.) in 1924 aan de Whitman College. Hij verkreeg zijn master (M.A.) natuurkunde aan de universiteit van Oregon in 1926 en drie jaar later zijn doctoraal (Ph.D.) bij de universiteit van Minnesota.
In 1935 trad hij in het huwelijk met de scheikundige Keren Gilmore met wie hij één zoon kreeg, William Gilmore Brattain. Na haar overlijden in 1956 hertrouwde hij in 1958 met Emma Jane Kirsch Miller.

## Werk
In 1929 kwam Brattain bij AT&T's-onderzoekscentrum Bell Labs in Murray Hill terecht als lid van de technische staf. Zijn belangrijkste werkgebied was onderzoek naar de oppervlakte-eigenschappen van vaste stoffen en dan met name die van halfgeleiders. Reeds bekend was dat halfgeleiders een wisselstroom konden gelijkrichten en dat dit effect een oppervlakeigenschap van halfgeleiders was.
Brattain was vooral geïnteresseerd om halfgeleiders te gebruiken voor het versterken van signalen. In samenwerking met Bell Labs-collega John Bardeen leidde dit tot verschillende experimenten. In eerste instantie werd silicium gebruikt in combinatie met elektrolyten, maar toen dit onvoldoende resultaat opleverde stapten ze over op germanium met puntcontacten van goud.

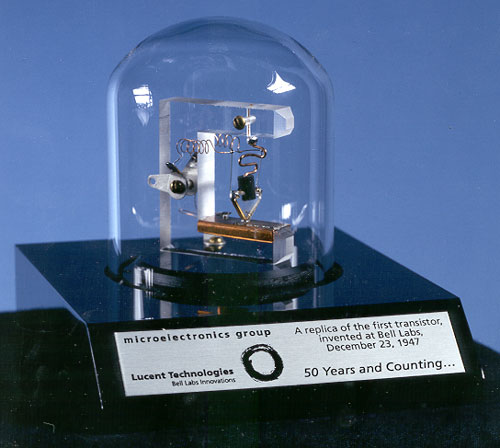
Een replica van Bell Labs's eerste werkende transistor

Op 23 december 1947 konden Brattain, Bardeen en Shockley de eerste werkende transistor demonstreren, bestaande uit een dunne plak germanium met aan de ene kant twee naast elkaar liggende gouden contactpunten en een groter contactpunt aan de andere kant. De versterkingsfactor van deze puntcontacttransistor bedroeg 18 maal.

## Erkenning
Brattain ontving eredoctoraten van onder meer de universiteit van Portland (1952), Whitman College en Union College (1955) en van de universiteit van Minnesota in 1957. Naast de Nobelprijs mocht hij nog enkele belangrijke onderscheidingen in ontvangst nemen, waaronder in 1952 de Stuart Ballantine Medal van het Franklin Institute en de John Scott Medal in 1955. Zowel de Union-doctoraat als de twee medailles deelde hij met John Bardeen als erkenning voor het werk in de uitvinding van de transistor.